# Doba ledová

Relativní rozdíl průměrných teplot vzhledem k současnosti za posledních 800 000 let podle ledovcových záznamů (projekt EPICA)

Relativní rozdíl průměrných teplot vzhledem k současnosti, koncentrace oxidu uhličitého (menší v dobách ledových) a prachu (větší prašnost v dobách ledových) z proxy dat (Vostok)

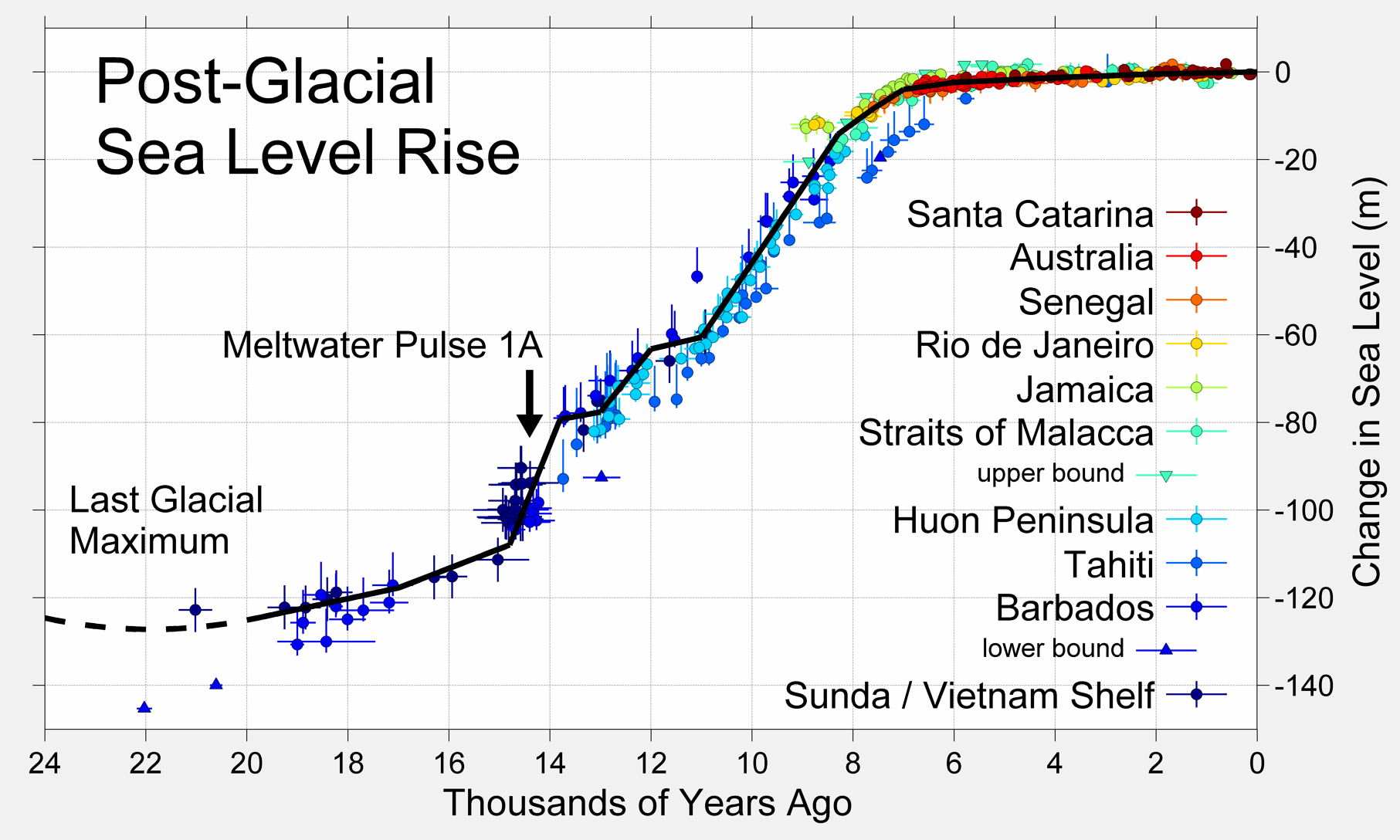
Nárůst hladiny moří po poslední době ledové

Doba ledová je období v historii Země, kdy jsou na obou polokoulích ve středních zeměpisných šířkách a polárních oblastech přítomny ve velkém rozsahu ledové příkrovy. Obvykle je takové období doprovázeno rozšířením mořských ledovců, permafrostů a horských ledovců ve všech zeměpisných šířkách a poklesem mořské hladiny díky přesunu mořské vody do ledovců. Jde o suché a prašné období. V rámci historie Země nastaly doby ledové mnohokrát. Jsou doložené v prekambriu, v proterozoiku, ordoviku, karbonu, permu a kenozoiku (v posledních 15 miliónech letech).
V užším smyslu se za dobu ledovou považuje výrazné ochlazení planetárního rozsahu ve čtvrtohorách (kvartéru).
V kvartéru se opakovaně střídají výkyvy chladnější, jež se nazývají glaciály, a teplejší – interglaciály. V glaciálech docházelo k růstu kontinentálních ledových příkrovů zejména v Evropě, Severní Americe a Asii, zmohutněly též horské ledovce. Ve svém největším rozšíření zasahovaly ledovce až na jih Anglie a k hranici Českého masivu. Poslední glaciál skončil 10 000 let před naším letopočtem. Příčiny střídání chladnějších a teplejších období, tzn. glaciálů a interglaciálů, jakož i příčiny celkově relativně chladnějšího období v rámci historie Země nejsou přesně vysvětleny.

## Historie výzkumu

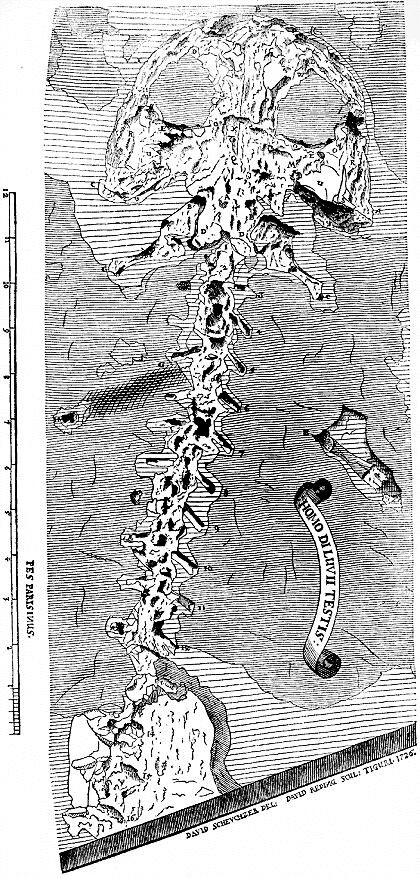
Zkamenělinu třetihorního velemloka Andrias scheutzeri její objevitel v 18. století považoval za člověka, svědka potopy světa. Georges Cuvier roku 1837 rozpoznal, že jde o zkamenělinu obojživelníka.

První geology v 18. století zaujaly tzv. bludné balvany, které se hojně vyskytují v severním Německu i dalších severnějších oblastech kontinentální Evropy. Bylo odhaleno, že složení bludných balvanů se shoduje se složením hornin ve Skandinávii. Tyto balvany byly označeny za důkaz dávné potopy, jak ji popisuje Bible. Proudy vod je měly přesunout ze vzdálené Skandinávie až sem.
Švédský geolog Nils Gabriel Selfström při výzkumu bludných balvanů sestavil mapu výskytu a směrování skalních škrábanců, jež se vyskytují v severní Evropě včetně Skandinávie, a označil je za stopy odvalování skalních bloků při katastrofické potopě. Charles Lyell ve svém díle Principles of Geology z let 1830–1833 přišel s teorií, že bludné balvany se na kontinent dostaly s ledovými krami v době, kdy tato část pevniny byla zaplavena mořem. Ovšem namísto náhlé katastrofické události již připouštěl, že se jednalo o důsledek pomalých přírodních (geologických) procesů, které kontinuálně probíhají i v současnosti. Ve stejné době skupina geologů rozpoznala příznaky rozsáhlého zalednění v alpské oblasti, ale existenci mohutného kontinentálního ledovce si ještě nikdo nedovedl představit.
Ve 30. letech 19. století Reinhard Bernhardi a na začátku 40. let Charles Frédéric Martins formulovali první teorie o kontinentálním evropském ledovci. Jejich práce však nevzbudily pozornost. Ve 40. letech Louis Agnassiz vyslovuje další katastrofickou teorii. Tentokrát však nešlo o povodeň, ale o gigantický pevninský ledovec, který se měl rozkládat od Alp až k pólu a měl zasahovat až do střední Asie a zde měl zdevastovat veškerý život. Později však Agnassiz tuto extrémní teorii upravil: pevninský ledovec měl zasahovat jen část území Evropy a izolovaně od něj měl existovat ještě ledovec asijský a ledovec americký. V revidované teorii, která se již blíží současnému stavu poznání, byl také poprvé použit termín „doba ledová“, a to ve smyslu jediné dlouhotrvající události. Teorie jediné ledové doby byla v  19. století zpřesňována terénními výzkumy, které mapovaly rozsah kontinentálních ledovců.
Teorie jediné ledové doby začala dostávat trhliny, když někteří vědci nejprve uvažovali o existenci dvou ledových dob. V letech 1901–1909 vydaná práce německých badatelů Albrechta Pencka a Eduarda Brücknera předpokládala, že došlo k nejméně čtyřem ledovým dobám, jež autoři nazvali (podle přítoků Dunaje) Günz, Mindel, Riss a Würm. Ledové doby byly pojmenovány po těchto řekách, protože výzkum probíhal na říčních terasách těchto řek a ledovcových morénách přilehlých Alp. Je to tzv. kvadriglacialistické schéma.
Postupně nastal problém s přiřazením morén kontinentálního ledovce k tomuto alpskému systému čtyř ledových dob. Z tohoto důvodu bylo kvadriglacialistické schéma upřesněno. Kromě dob ledových (glaciálů) a dob meziledových (interglaciálů) byla v rámci glaciálů zavedena ještě další období většího ochlazení nebo naopak oteplení. Chladnější období se označuje jako stadiál a teplejší jako interstadiál.
Při dalším studiu říčních teras a zejména souvrství spraší se vynořila mnohem složitější realita klimatických výkyvů, patrných hluboko do minulosti. Zrodil se tak polyglacialistický koncept předpokládající množství chladných (výzkumy naznačují, že jich bylo kolem dvaceti) a teplejších období v průběhu celého kvartéru. S alpským systémem dělení ledových a meziledových dob se přesto lze setkat často, a to nejen ve starší literatuře.

## Ledové doby v hlubší minulosti Země

### Proterozoikum

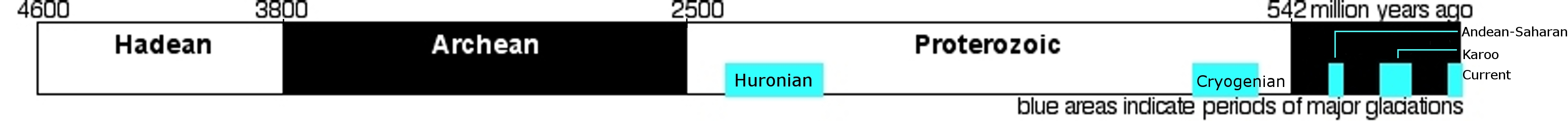
Časová osa významných zalednění na planetě Zemi. Ledové doby jsou označeny modře

Pod ledovými dobami se obvykle rozumí série klimatických výkyvů v kvartéru (čtvrtohorách). K významnému ochlazení však mohlo docházet i v jiných obdobích geologické minulosti, například v mladším proterozoiku, v průběhu prvohor pak v ordoviku a na rozhraní karbonu a permu. Přesnější průběh klimatických změn v takto vzdálené minulosti je však obtížně zjistitelný, ačkoliv některá tato zalednění mohla býti výraznější než ta z relativně nedávné minulosti. Modely se sice mohou rozcházet, ale vesměs ukazují na klima, které neumožňovalo v Prekambriu extrémně chladné či horké podnebí.
První předpokládanou ledovou dobou je tzv. Huronské zalednění, ke kterému mělo dojít před 2,4 až 2,1 miliardami let na základě sedimentů v okolí Huronského jezera, které popsal Arthur Philemon Coleman roku 1907. Měla mu předcházet velká oxidační událost a spustit ochlazení. Není ovšem jisté, zda došlo k tak razantním změnám kyslíku v atmosféře (a to ani pro oxidační událost v neoproterozoiku). I proxy data teploty odporují tomu, že by došlo k poklesu teplot.
Ve velmi starých horninách z doby před 700 miliony let (kryogén) jsou nacházeny ledovcové uloženiny a to i z oblastí, které se tehdy měly nacházet v blízkosti rovníku. Rozšíření těchto uloženin bylo tak rozsáhlé, že jejich interpretace vedla ke vzniku tzv. teorie Země – sněhová koule. Předpokládalo se, že průměrná teplota povrchu Země byla hluboko pod bodem mrazu a celou planetu pokrývaly kontinentální ledovce a vrstva mořského zalednění. Ukázalo se však, že zalednění nemohlo být tak úplné („rozbředlá koule“), jelikož život by v takových podmínkách byl možný jen stěží. Tato extrémní teorie tak byla revidována a podle současného stavu vědění se zdá, že kolem rovníku přece jen existoval pás volného oceánu, ve kterém život přežil. Náhlý konec této gigantické ledové doby nejspíše stál za populační explozí tzv. ediakarské fauny, tedy za rozšířením mnohobuněčných živočichů, a za pozdějším prudkým rozšířením fauny kambrické – tzv. kambrická exploze. Jako možná příčina rozsáhlého zalednění je uváděna nerovnováha v poměru plynů v atmosféře, za kterou stála činnost prvních jednobuněčných organismů, jež odčerpaly část skleníkových plynů. Dalším faktorem bylo tehdejší rozmístění kontinentů. K ukončení proterozoické ledové doby vedlo nejspíše hromadění oxidu uhličitého v atmosféře, který se tehdy nemohl kvůli zalednění vázat na povrchu planety, až nakonec došlo k prudkému oteplení. Důkazem pro tuto teorii jsou vrstvy karbonátů pokrývající proterozoické ledovcové uloženiny. Vznikly při intenzivních deštích v atmosféře naplněné oxidem uhličitým. Přesto však jde stále o kontroverzní teorii. Stejně jako pro hurónské zalednění platí, že nemuselo dojít k náhlé změně atmosféry, byť obě zalednění mohla hrát roli v rozvoji jednobuněčných respektive mnohobuněčných organismů. Teploty moří však byly podle izotopických dat značně vyšší než dnes.

### Fanerozoikum

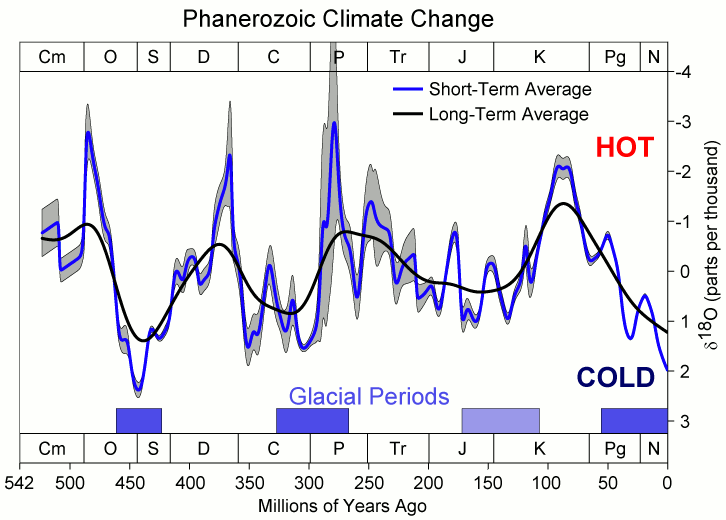
Izotopické poměry indikující změny teploty (podle Veizera)

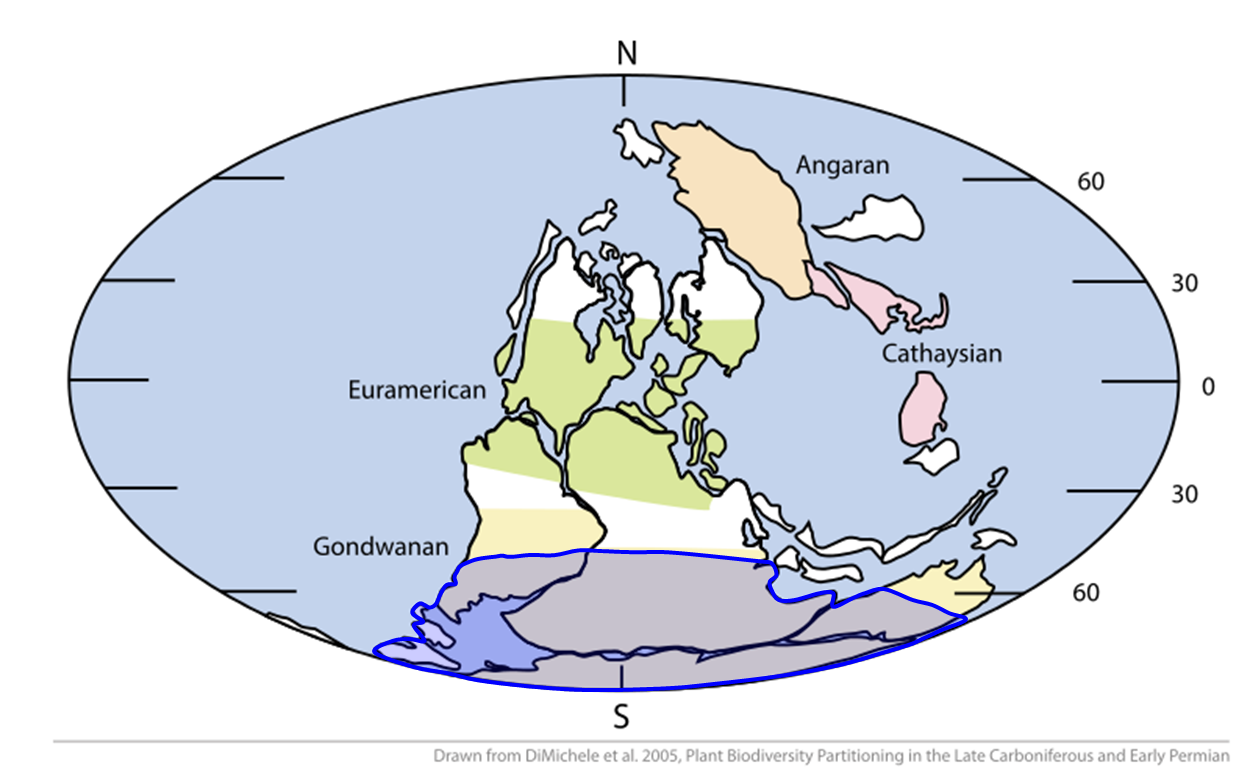
Odhadovaný rozsah zalednění (modře) před zhruba 300 milióny let (Karoo) na superkontinentě Gondwana

Průměrná teplota Země ve fanerozoiku byla přibližně 20 °C a pohybovala se od 10 °C do více než 25 °C, přičemž dnešní teplota je podprůměrná a rovna přibližně 14,5 °C.
K dalšímu významnému ochlazení došlo na konci prvohorního období ordoviku před 440 miliony let (andsko-saharské zalednění). Tehdejší ledová doba mohla být výraznější než ta čtvrtohorní, navíc probíhala souběžně s velkým vymíráním organismů. Prostředí pro teplomilné organismy však zůstalo zachováno. Vliv na klima mohl způsobit svým stínem i prstenec asteroidů. Další známá doba ledová (Karoo) je datována na rozhraní prvohorních období karbonu a permu, tedy před přibližně 290 miliony let, kdy se v prostoru jižního pólu nacházela rozsáhlá pevnina, na které se rozšířil velký kontinentální ledovec podobný dnešnímu antarktickému příkrovu. Zalednění v období před 300 miliony let bylo ve fanerozoiku patrně to nejrozsáhlejší. Byť maximální rozsah zalednění byl srovnatelný se zaledněním v kvartéru. Mohl za něj patrně vulkanismus. Usazeniny prachu jsou v době zalednění řádově mocnější.
Po dlouhém teplém období druhohor se ve druhé polovině terciéru začalo opět postupně ochlazovat a podle toho se částečně adaptovaly i tehdejší organismy.
Pod pojmem ledová doba (resp. ledové doby) se obvykle myslí následující období klimatických výkyvů, které trvá dodneška. Ačkoliv mořské proudy udržují podnebí severských oblastí Evropy, Severní Ameriky a přilehlých ostrovů relativně mírné, stále existující rozsáhlé ledovcové příkrovy v Arktidě i Antarktidě indikují, že ledová doba stále trvá.

## Stratigrafické členění

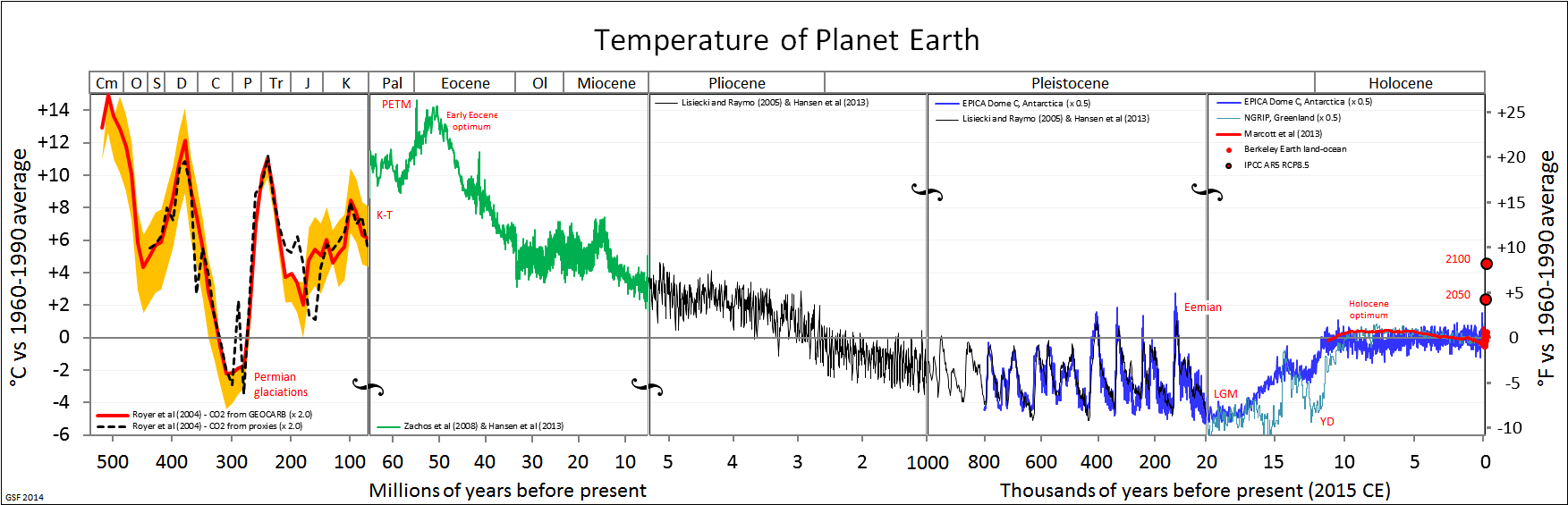
Odvozený vývoj teploty z doby před 500 milióny let až po současnost

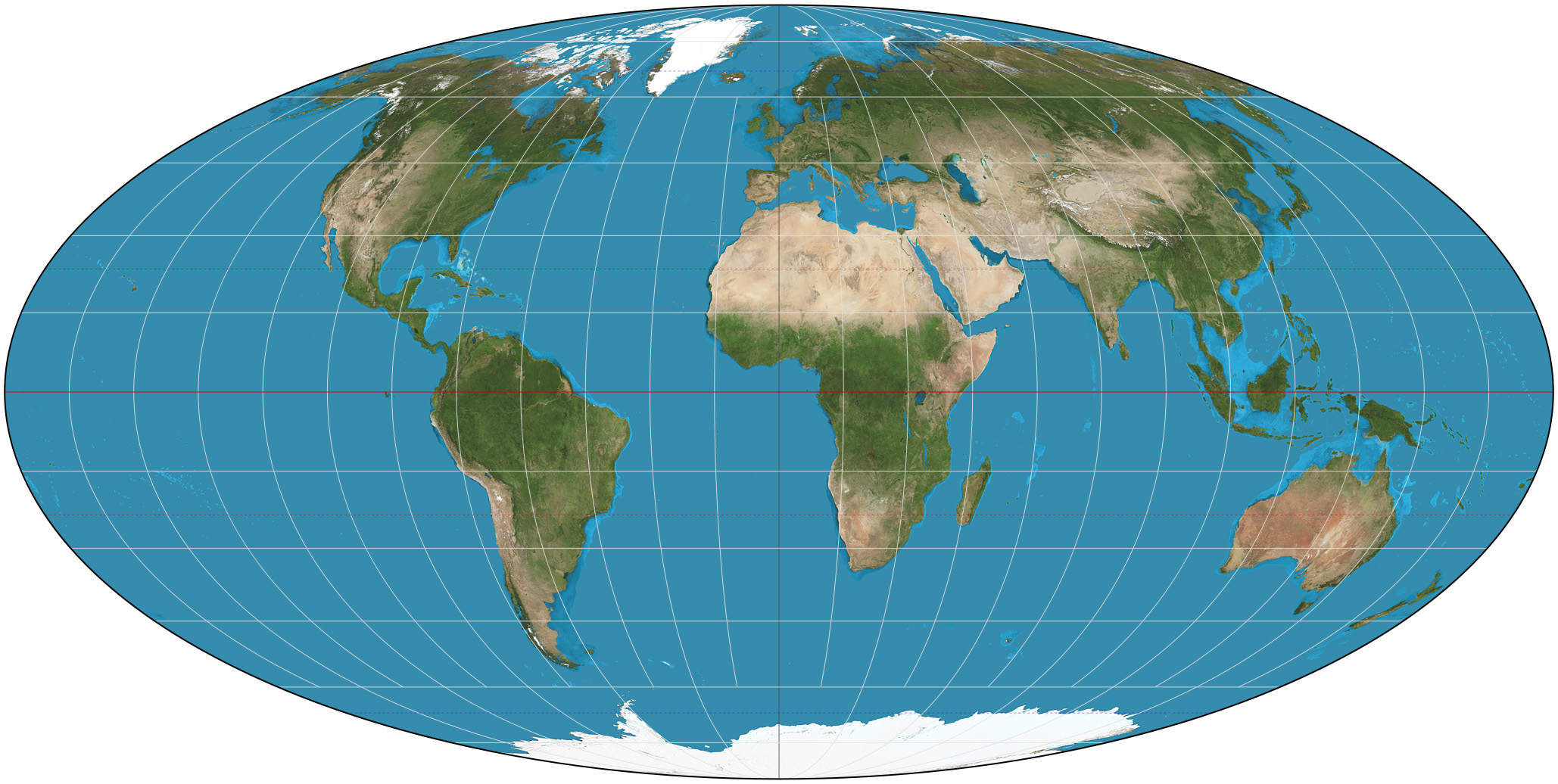
Současná poloha ledu (sezónní mořský led na Antarktidě není zobrazen)

Geologická éra, do které spadají klimatické změny posledních ledových dob, se nazývá kenozoikum. Stratigrafické členění této nejmladší geologické éry prošlo mnoha změnami, jelikož je klimaticky i geologicky složitým obdobím. Dříve se kromě termínu kenozoikum používaly termíny terciér (třetihory) a kvartér (čtvrtohory). Později se pro celé období od konce druhohor začal používat termín kenozoikum. Kenozoikum se dělí na starší paleogén, mladší neogén a nejmladší kvartér. Pojmu terciér – třetihory – se však i nadále používá jako pomocné jednotky, která je dobře známa i laické veřejnosti.
Kvartér se dále dělí na starší pleistocén a mladší holocén. K dobám ledovým docházelo zejména v průběhu pleistocénu. Spodní hranice tohoto období je stále předmětem diskusí. Jedna z teorií stanovuje začátek pleistocénu na dobu před 1,64–1,81 miliony let, zatímco druhá až k hranici 2,58 milionu let. V současnosti se oficiálně užívá pro přelom terciéru a kvartéru hranice před 2,588 milionu let. Holocén, který trvá až do současnosti, je takřka jistě jen další z dob meziledových. Nicméně celý kvartér (pleistocén a holocén) lze považovat za dobu ledovou. Avšak Antarktida má led nepřetržitě 14 miliónů let, tedy déle než se předpokládalo. K poklesu teplot začalo docházet již před 34 milióny let, kdy se objevuje i hromadné vymírání živočišných a rostlinných druhů.
V průběhu kvartéru lze vysledovat cyklus výrazných období – chladných glaciálů a teplých interglaciálů. V rámci těchto základních cyklů bylo na základě výzkumu rozeznáno množství dílčích klimatických výkyvů, a to zejména v průběhu glaciálů, jelikož doba jejich trvání se pohybuje kolem 100 000 let, zatímco trvání interglaciálů se počítá na pouhých několik málo desítek tisíc let.
Je jasné, že čím je zkoumané období blíže k současnosti, tím lépe je možné takové období poznat. Nejlépe je tak prozkoumána poslední doba ledová, ze které se dochovaly vrstvy zalednění; důležité jsou zejména staré pevninské ledovcové štíty, například v Grónsku nebo v Antarktidě, přičemž nejstarší led je starý 250 000 let. Ze starých rašelinišť či vrstvy trvale zmrzlé půdy lze poznat složení vegetace v jejich blízkosti. Nacházejí se i zmrzlé mršiny vyhynulých zvířat. Příznačná je fauna měkkýšů, kteří citlivě reagují na změny životního prostředí. Důležitým pramenem poznání jsou hlubokomořské sedimenty, podle nichž lze sledovat vývoj klimatu více než 100 milionů let do minulosti.
| Geologické období | Geologické období | Kontinentální zalednění sev. Evropy | Horské zalednění Alp | Stáří (miliony let) |
| ----------------- | ----------------- | ----------------------------------- | -------------------- | ------------------- |
| Pleistocén        | Svrchní           | viselský glaciál                    | Würm                 | 0,126               |
| Pleistocén        | Svrchní           | eemský interglaciál                 | Riss/Würm            | 0,126               |
| Pleistocén        | Střední           | sálský glaciál                      | Riss                 | 0,781               |
| Pleistocén        | Střední           | holštýnský interglaciál             | Mindel/Riss          | 0,781               |
| Pleistocén        | Střední           | halštrovský glaciál                 | Mindel               | 0,781               |
| Pleistocén        | Střední           | Cromer (několik gl. a igl.)         | Haslach              | 0,781               |
| Pleistocén        | Střední           | Cromer (několik gl. a igl.)         | Günz/Mindel          | 0,781               |
| Pleistocén        | Spodní            | Bavel (několik gl. a ingl.)         | Günz                 | 1,806               |
| Pleistocén        | Spodní            | Bavel (několik gl. a ingl.)         | Donau/Günz           | 1,806               |
| Pleistocén        | Spodní            | Menap (glaciál)                     | dunajský glaciál     | 1,806               |
| Pleistocén        | Spodní            | Waal (integlaciál)                  | dunajský glaciál     | 1,806               |
| Pleistocén        | Spodní            | Eburon (glaciál)                    | dunajský glaciál     | 1,806               |
| Pleistocén        | Spodní (gelas)    |                                     |                      | 2,588               |

## Možné příčiny vzniku ledových dob
Procesy a příčiny vedoucí k přechodu do doby ledové respektive k jejímu konci (události, které jsou kvaziperiodické) nejsou dostatečně známy. Může jít také o souhru více vzájemně se ovlivňujících faktorů, jako jsou tyto převážně uznávané faktory:
- faktory související s vodou;
  - skleníkové plyny – nejvýznamnějším je vodní pára bránící chladnému a suchému podnebí (změny oxidu uhličitého následují až po změnách teplot);[38]
  - změny mořských proudů – například termohalinní výměník;
  - změny poloh kontinentů – ovlivňují místa k formování ledu a mohou narušovat mořské proudy;
  - plankton – prach obsahující železo podporuje růst planktonu, který váže oxid uhličitý z atmosféry,[39][40] nebo prašnost samotná;[41]
- faktory periodické ze sluneční soustavy;
  - změny v pohybu Země – například Milankovičovy cykly – podle Mezivládního panelu pro změnu klimatu jsou hlavním spouštěcím mechanismem dob ledových a meziledových právě tyto astronomické cykly;[42]
  - změny ve výkonu Slunce – například sluneční cyklus (Maunderovo minimum);
- faktory kataklyzmatické;
  - dopad asteroidů – způsobuje stav zvaný impaktní zima;
  - erupce sopek – způsobují stav zvaný vulkanická zima.

Impakty také mohou způsobit vulkanismus a ten až dobu ledovou. Poslední tři období dob ledových (před 455–440 miliony let, před 335–280 miliony let a před 35 miliony let až po dnešek) mohla vyvolat i ukončit tektonická činnost, kdy nově obnažené horniny začaly absorbovat skleníkový plyn oxid uhličitý, a tím mohly přispět ke snížení teplot atmosféry. Mohla to způsobit i zvýšená reaktivita zemského povrchu.

## Příčiny vzniku ledových dob vkenozoiku

Pohyb zemské osy: R = rotace Země kolem osy, P = precese, N = nutace

Ve vzniku klimatických výkyvů označovaných jako glaciály a interglaciály hrají důležitou roli tzv. Milankovičovy cykly. Jde o precesi zemské osy, tedy hlavní krouživý pohyb osy, kolem které se Země otáčí, dále o změny náklonu zemské osy a pohyb oběžné dráhy Země vůči Slunci při její excentricitě. Tyto skutečnosti ovlivňují přísun slunečního světla a tepla v jednotlivých oblastech Země podle jejich zeměpisné výšky a délku slunečního svitu v těchto oblastech. Každá oblast má nerovnoměrně jiné albedo, což mění míru absorpce tepla Zemí. Vzájemná konfigurace těchto faktorů způsobuje pravidelné cyklické změny v přísunu tepla a světla pro ony oblasti, což se projevuje v globálním klimatu Země.
Samotné změny v přísunu tepla způsobené Milankovićovými cykly však nestačí k vyvolání tak rozsáhlých změn klimatu, jaké představuje série ledových dob.[zdroj?] Atmosféra či klima Země je totiž velice složitý systém, který ovlivňuje nepřeberné množství faktorů, které se pak dále navzájem ovlivňují, vznikají zpětné vazby, kdy důsledky určitých příčin tyto příčiny dále zvýrazňují a konkrétní jev pak rychle nabývá na intenzitě nebo naopak jsou příčiny utlumovány. Tak je to i s Milankovićovými cykly, ke kterým dochází bez ohledu na klima po celou geologickou historii Země a které za určitých okolností mohou být spouštěčem výrazných globálních změn klimatu.
Nelze hovořit o konkrétní příčině vzniku ledových dob, ale o spouštěcích mechanismech. V průběhu třetihor tak existovala řada faktorů, které vedly k postupnému ochlazení a ke zdůraznění vlivu Milankovićových cyklů. V této době došlo k oddělení Antarktidy od Austrálie. Antarktida se dostala do oblasti jižního pólu a byla oddělena od teplejších mořských proudů, jelikož kvůli volnému moři, jež se kolem ní nachází, obíhají tento kontinent v důsledku otáčení Země studené mořské proudy. Tento kontinent se tak pokryl velkým pevninským ledovcem už před miliony let. Dalším důležitým faktorem je posun kontinentů směrem k severnímu pólu, protože ledovce nemohou vyrůstat na volném moři, a dále vznik pevniny při alpinském vrásnění, čímž se rozšířily teplotně nestabilní kontinenty. Výzdvih pohoří na styku indo-australské a eurasijské tektonické desky vytvořil další místo, kde je teplý vzduch přicházející od moře vyzdvižen a ochlazen.

Příklad druhů migrujících mezi Amerikami (v Jižní Americe zakresleny druhy ze Severní Ameriky a naopak). Migraci spustil pokles hladiny oceánů v důsledku (stále trvajícího) ochlazení, když obnažil spojující šíji

Před 3–4 miliony let vznikla mezi Severní a Jižní Amerikou Panamská šíje. Tato nová pevnina otočila teplé mořské proudy spojující Atlantik s Tichým oceánem k severu. Přísun teplé vody do severních oblastí paradoxně způsobuje vyšší srážky, jež jsou za určitých okolností sněhové, navíc se zde teplá voda ochlazuje a studená stéká zpět do tropů. Důležitá je též teplotní setrvačnost jevů v atmosféře, jakož i změna tepelné odrazivosti povrchu planety v době, kdy se na něm rozšiřují sníh či ledovce. V důsledku těchto a dalších změn na povrchu Země došlo k tomu, že Milankovićovy cykly se projevují jako série glaciálů, interglaciálů a jemnějších stadiálů a interstadiálů. Svou roli jistě hraje i výrazné kolísání mořské hladiny v důsledku růstu a ubývání ledovců.
 V době před asi jedním milionem let se prosazuje cyklus, jehož glaciál trvá v průměru 100 000 let a interglaciál asi 15 000 let. Současná meziledová doba, označovaná jako holocén, začala asi před 11 700 lety. Změnu stavu mezi interglaciálem a glaciálem (s periodou okolo 100 000 let) patrně ovlivňují ledové hory plovoucí od Antarktidy.

## Zalednění

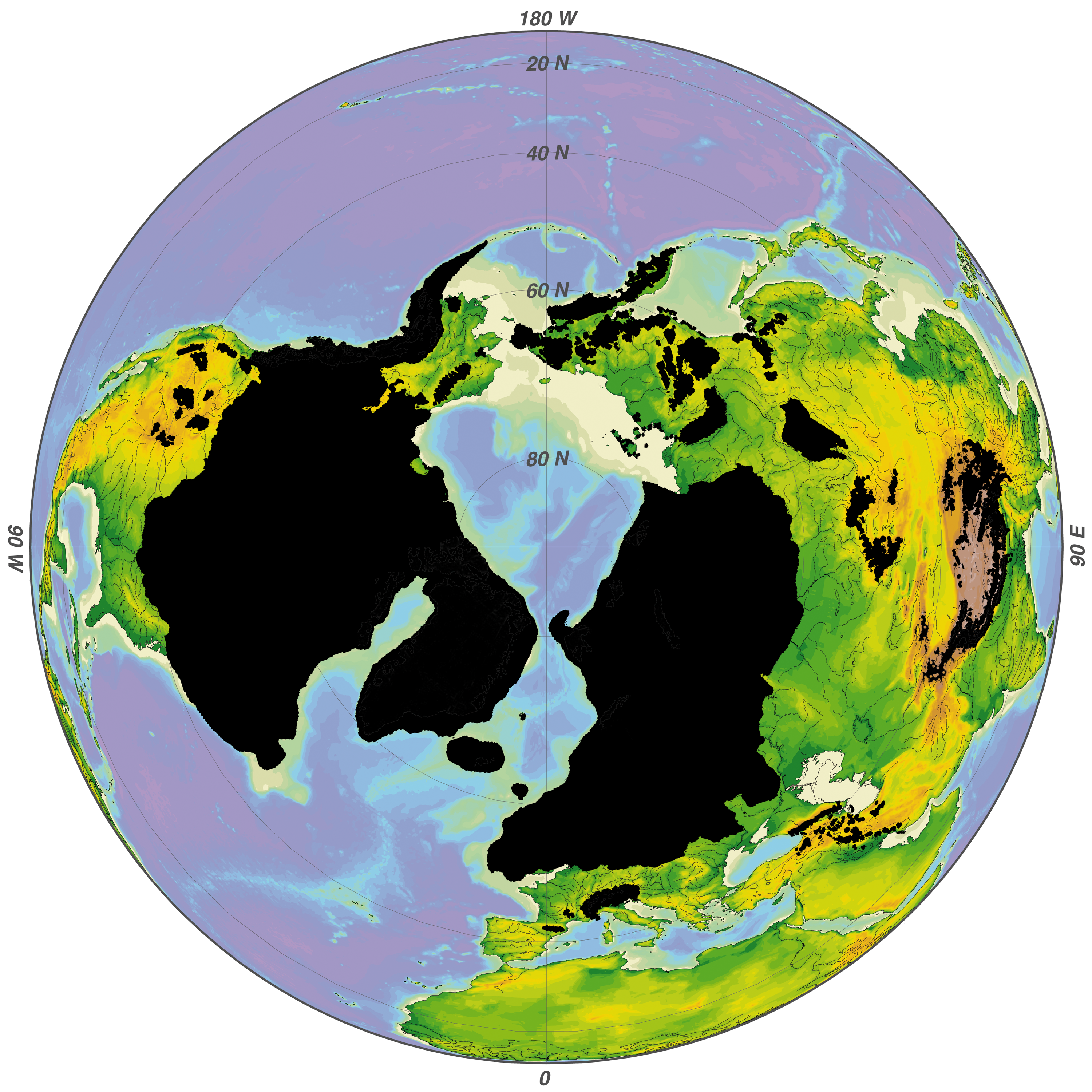
Rozsah maximálního zalednění na severní polokouli

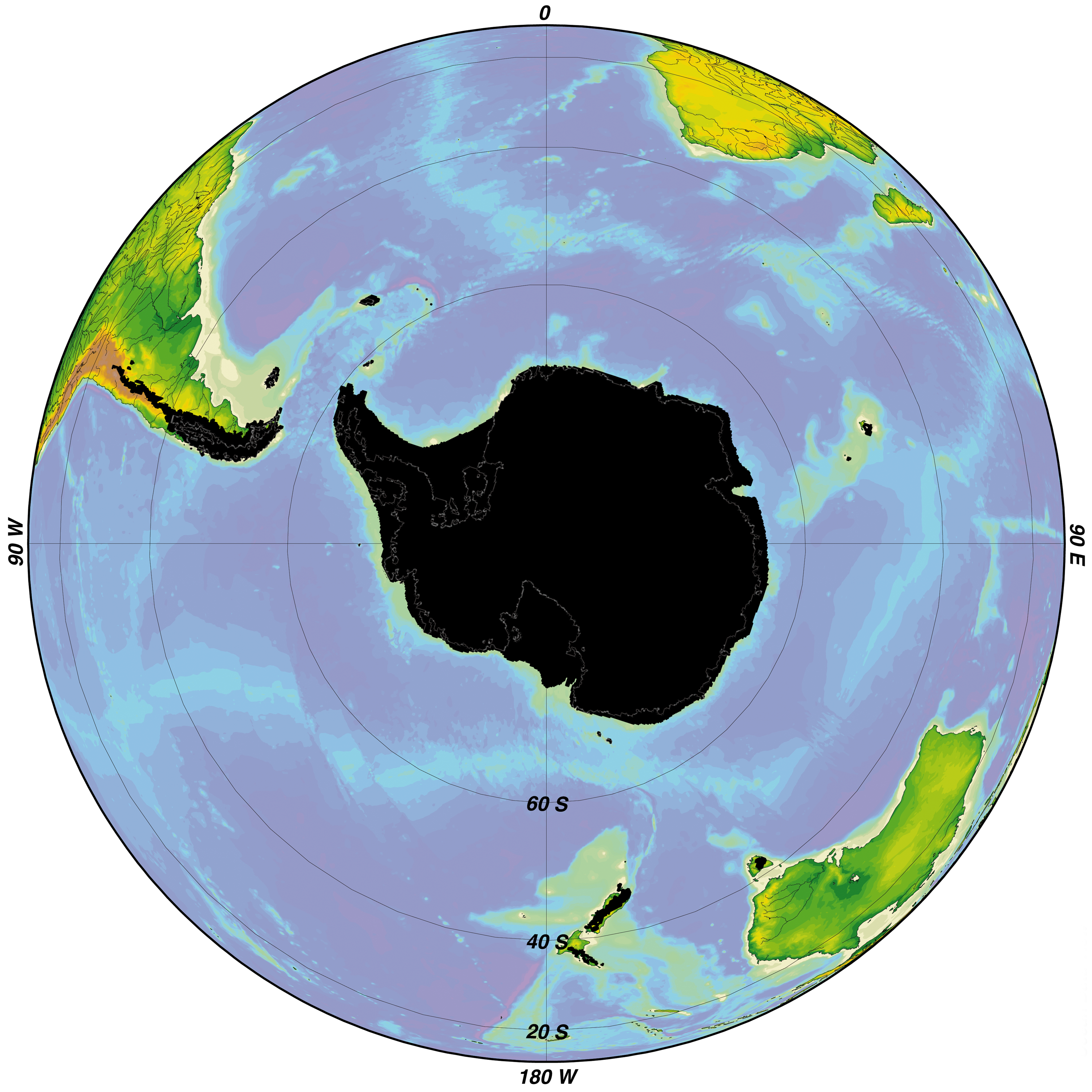
Rozsah maximálního zalednění na jižní polokouli

Oblasti vegetace během posledního maxima doby ledové

Během glaciálu dochází ke vzniku či rozrůstání pevninských ledovců, a to zejména na severní polokouli. Ze Skandinávie se do Evropy několikrát rozšířil tzv. fennoskandinávský ledovec, který se při svém maximálním rozšíření v saalském období dostal moravskou bránou až do části moravského vnitrozemí a na západě se zastavil na severních svazích Krkonoš. Pod tímto ledovcem se ocitala celá Skandinávie, většina Velké Británie a velká část severní Evropy. Na východě ledovec končil až ve střední Sibiři.
Ještě mohutnější byly ledovce keevanský a labradorský, které zakrývaly většinu území Severní Ameriky a zastavily se až jižně od Velkých jezer. Další ledovec se rozkládal na území východní Sibiře. Většina velkých pohoří byla zakryta menšími kontinentálními ledovci. V Evropě to byly Alpy, Pyreneje nebo Kavkaz.
Na jižní polokouli v čase glaciálu došlo k rozšíření antarktického kontinentálního ledovce, led pokryl části Kordiller, Nového Zélandu či Tasmánie. Kromě toho celkové ochlazení klimatu vedlo k tvorbě menších horských ledovců v mnoha pohořích, kde dnes ledovce nejsou. V Česku to byly například Krkonoše, Šumava nebo Hrubý Jeseník. Zdá se, že na českém území se menší ledovcové útvary vytvářely i na tak těžko představitelných místech, jako byly Jizerské hory, a to v nadmořské výšce pod 1000 m.
V tomto popisu však mluvíme o rozsahu maximálního zalednění. Rozsah ledovců se totiž v průběhu glaciálu průběžně měnil a ne při každém glaciálu došlo k tak velkému rozšíření ledovců. Při posledním weichselském (würmském) glaciálu takového rozšíření nebylo zdaleka dosaženo. Skandinávský ledovec se zastavil poměrně daleko severně od českých hranic, menší rozšíření bylo i východním směrem – a to vše jen v glaciálním maximu před 27 000 až 22 000 lety. V předcházejícím období se ledovec rozkládal jen na území Skandinávie. Studie z roku 2019 ukázala, že v období před 57 000 až 29 000 lety (kyslíkové izotopové stadium MIS3) byla hladina moře až o 40 metrů výše, než se dříve předpokládalo, a že rozsah ledovce na severní polokouli byl zhruba poloviční než v obdobní posledního maxima zalednění před 29 000 až 14 000 lety.
Přes rozsáhlé zalednění v Euroasii a Severní Americe zůstala i v severských oblastech nezaledněná území, například na východě Sibiře nebo na Aljašce. Tím, že voda zůstávala celoročně vázána v kontinentálních ledovcích, došlo k poklesu mořské hladiny i přes 100 m oproti současnému stavu. Důsledkem bylo obnažení nových pevnin. Významné je odhalení tzv. Beringie, což byl pás pevniny spojující Asii se Severní Amerikou. Došlo k oddělení Středozemního moře od Atlantského oceánu a k následujícímu podstatnému vysušení moře. Významné pevninské mosty vznikly též v oblasti Indonésie, došlo také ke spojení Austrálie a Tasmánie nebo Britských ostrovů a Evropy.
Tyto pevninské mosty umožnily migraci fauny a flóry. Mezi Amerikou a Euroasií tak mohli migrovat například velbloudi a koně, opačným směrem pak mamuti, lidé aj. Některé pevninské mosty zanikaly stovky až tisíce let po ústupu největších ledovců.
Samotné pevninské ledovce zabíraly plochu až 45 mil. km² a dosahovaly mocnosti až 2,5 km. Zatímco dnes ledovce zabírají 10 % povrchu pevniny, v době největšího zalednění to bylo 28 %. Masy ledu měly významný vliv na tvar pevniny. Skandinávský ledovec vlastní hmotností zamáčkl Skandinávský poloostrov do hloubky; po ústupu ledovce se pevnina začala vyzvedávat nahoru. Tento pohyb pokračuje dodneška a Skandinávie tak stoupá rychlostí kolem 9 mm za rok.
Ledovce vytvořily též jezerní krajinu na severu Spojených států a v Kanadě a ovlivnily tvář mnoha pohoří.

## Důsledky ledových dob pro život

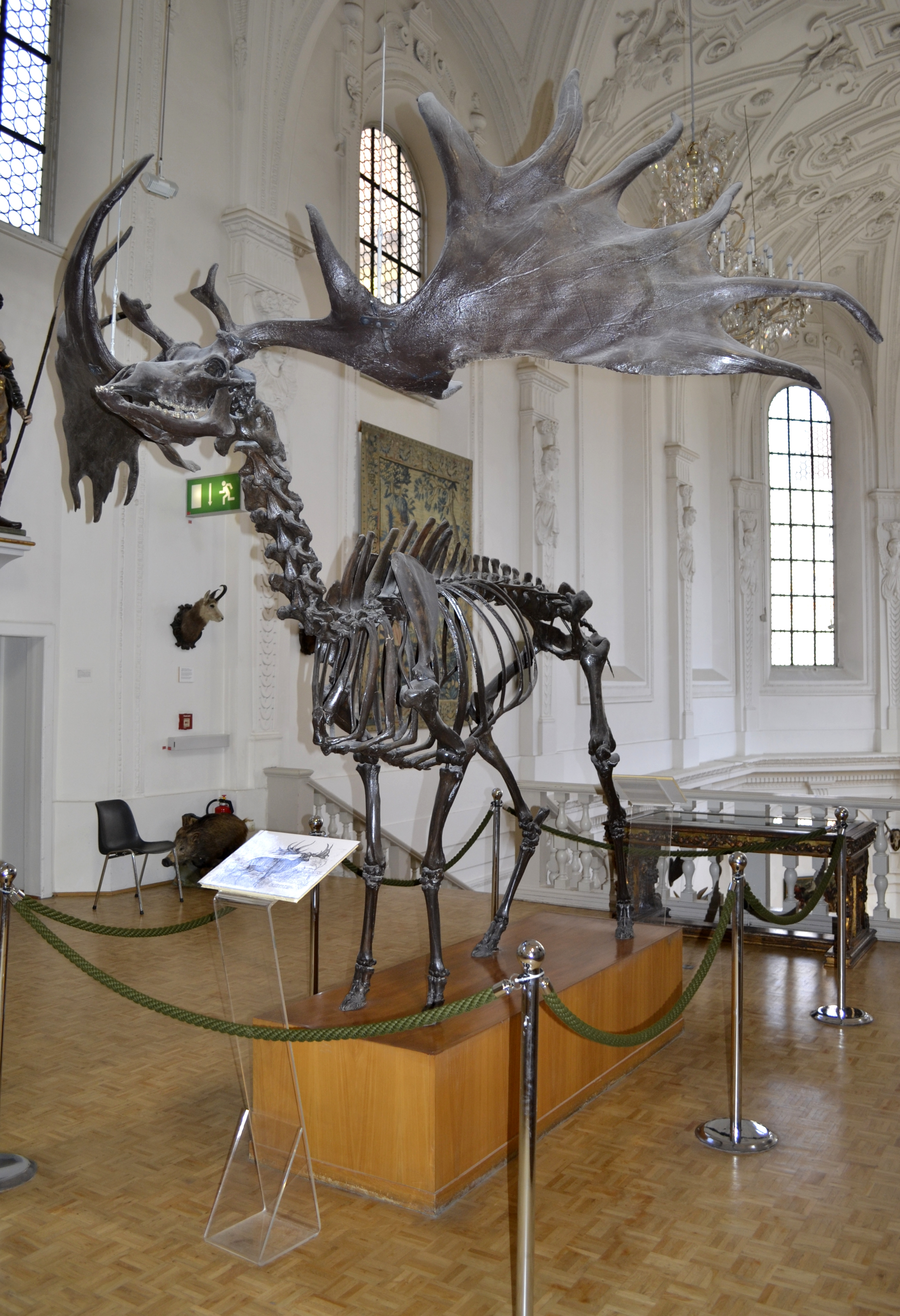
Mezi tzv. megafaunu, jejíž zástupci vymřeli na konci poslední doby ledové, patří i evropský obří jelen Megaloceros giganteus

Příroda se v souvislosti s globálním ochlazením v průběhu třetihor začala proměňovat. Vyhranila se výrazná klimatická pásma s charakteristickou faunou a flórou. Klimatická pásma se v průběhu glaciálů posouvala a s nimi se stěhovaly i organismy, které tato pásma obývaly. Mnohé druhy rostlin a živočichů se změněným podmínkám nedokázaly přizpůsobit a vymřely. Teplá klimatická pásma však v glaciálních časech nemizí, jen se zužují blíže k rovníku a díky tomu přežívají i teplomilné druhy. Naopak v interglaciálech nikdy nedošlo k takovému oteplení, že by se vytrácely velmi chladné biotopy v blízkosti pólů nebo ve velkých nadmořských výškách. Existence ledovců se projevovala po celém světě i citelným nedostatkem srážek. V blízkosti ledových štítů se rozšiřovaly chladné prašné pouště, takřka zbavené vegetace. Přesto mohly existovat i oázy díky horkým pramenům. V rovníkových oblastech mizely deštné lesy, jež byly nahrazovány savanami.
Před 12 800 lety severní polokouli postihla v důsledku přerušení termohalinního výměníku v oceánech poblíž Arktidy malá doba ledová trvající více než 1200 let, které říkáme mladší dryas. Klima se ochladilo během několika měsíců a v Evropě došlo k poklesu populace.

### Vymírání

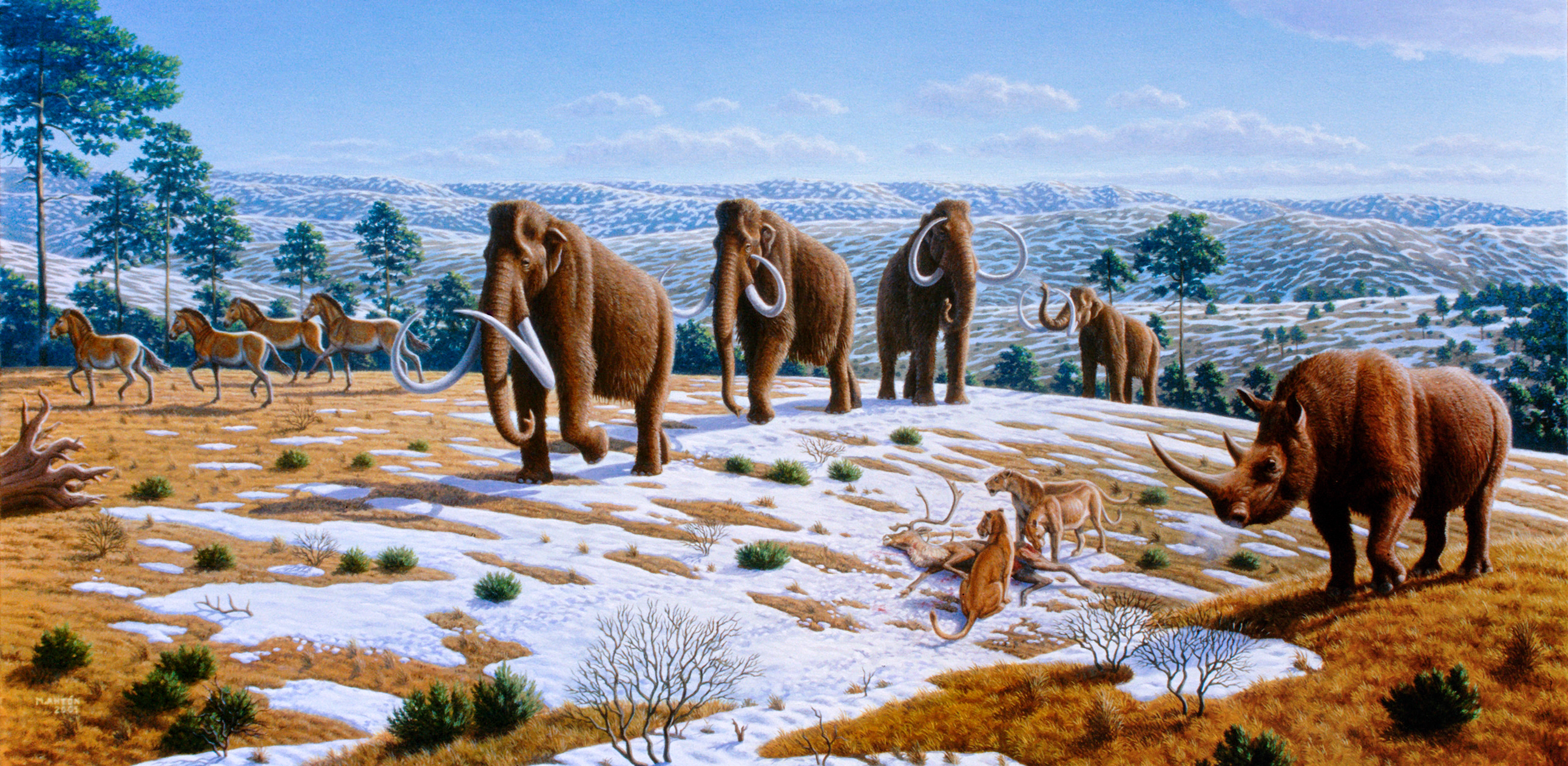
Pleistocenní mamutí step a její megafauna na severu Španělska během poslední doby ledové

Konec posledního glaciálu je v tomto směru patrně jiný, jelikož v této době vyhynulo množství živočišných druhů, zejména velkých savců – tzv. megafauny. Jde o známé mamuty i mnohé další druhy – srstnaté nosorožce, jeskynní medvědy, obří americké lenochody a další. Vymírání se dotklo i jižní polokoule, kde vymřela řada druhů včetně velkých druhů vačnatců.
Příčiny tohoto vymírání nejsou zcela jasné. Diskutuje se o dvou možných příčinách – o ztrátě životního prostředí a o hubení člověkem, v té době rozšířeným již po celém světě. Fakta mluví ve prospěch kombinace obou faktorů. Závěr posledního glaciálu končil velmi studeným stadiálem před 27 000 až 18 000 lety, kdy pevninské ledovce postoupily hodně k jihu a poškodily životní prostředí megafauny zejména v Evropě. Pak došlo k prudkému oteplení až o 6 °C průměrné teploty během pouhých desítek let, načež toto oteplení bylo před 12,7 000 až 11,5 000 lety přerušeno návratem velmi chladného a suchého podnebí. Pak již se začalo oteplovat na úroveň současnosti. Velká zvířata se v této době stáhla do prostorově omezených útočišť a jejich populace značně prořídly. Možná v této době mohly být malé izolované populace poškozeny lovem lidmi vzhledem k nízké reprodukční schopnosti zvířat, což mohlo vést k jejich vyhubení. Megafauna přežila řadu jiných interglaciálů a byla lovena již v předcházejícím interglaciálu neandertálci.
Lidská populace Evropy se před 24 000 až 14 500 lety během posledního glaciálu snížila až o 90 % a lidské osídlení se udrželo jen v nejjižnějších částech kontinentu.

### Vznik nových druhů
Před zhruba miliónem let přišlo střídání dob ledových a meziledových. Před 900 000 lety se vyvinula liška polární. Před 800 000 lety se vyvinul mamut srstnatý z mamuta stepního. Později se vlivem takových změn klimatu vyvinul medvěd lední.

## Doby ledové na území Česka

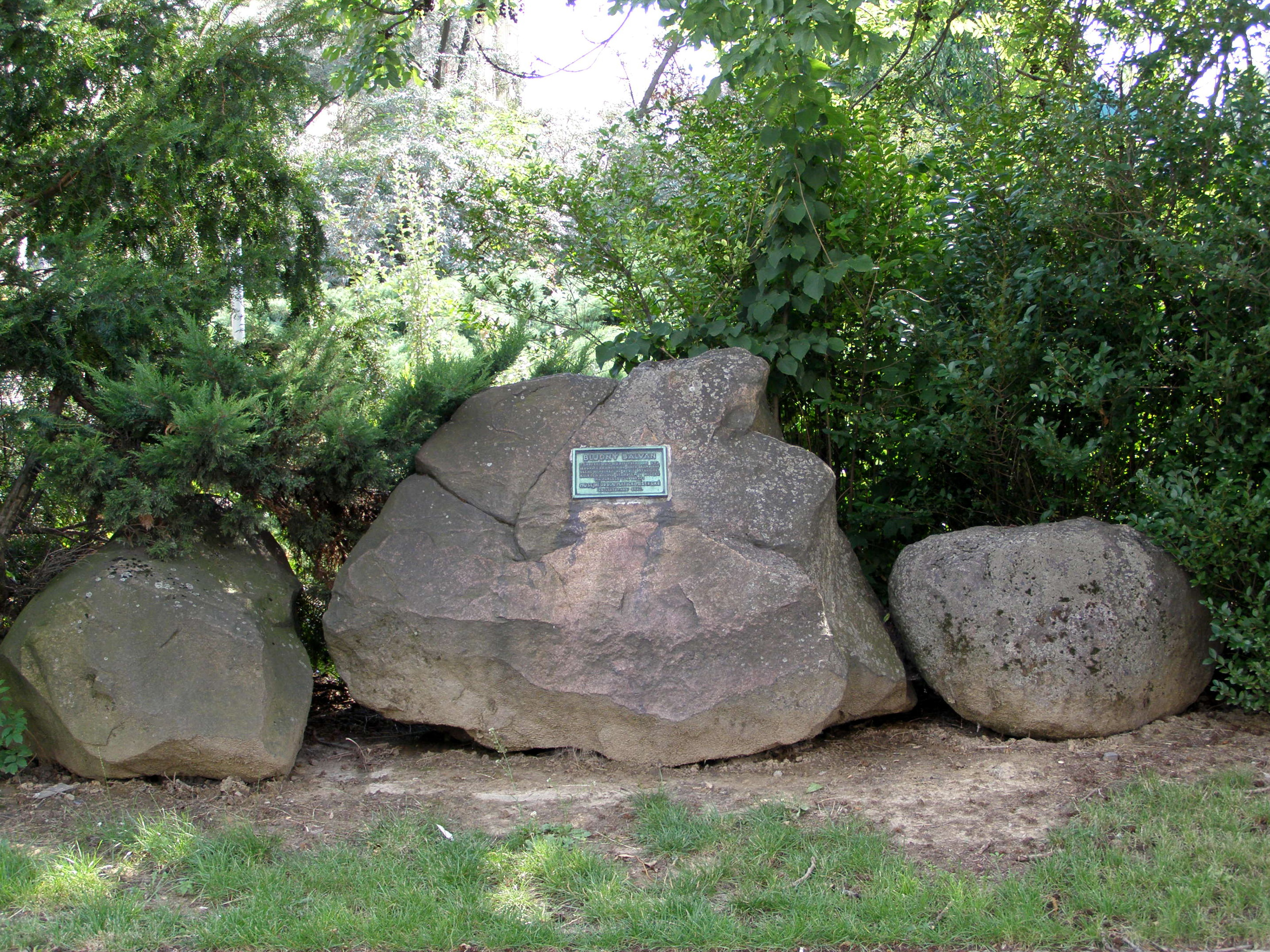
Bludné balvany ve Frýdku-Místku ze skandinávské červené žuly a ruly

Na počátku třetihor panovalo na českém území ve srovnání s dneškem poměrně teplé, subtropické podnebí. Postupně se však ochlazovalo a podnebí se měnilo na sušší – důvodem bylo jednak globální ochlazování, jednak konečný ústup moře z blízkosti Českého masivu. S nástupem ochlazení panovalo poměrně vlhké mírné podnebí v interglaciálech a suché chladné kontinentální klima tzv. periglaciální oblasti v glaciálech. (Periglaciální je oblast, kde se silně projevují vlivy kontinentálních ledovců, ale oblast samotná ledovcem pokrytá není.)
Na území České republiky se projevoval vliv skandinávského ledovce nacházejícího se severně od pohraničních pohoří, který v některých glaciálech pronikal až do okrajových oblastí dnešní republiky, a menšího kontinentálního ledovce pokrývajícího Alpy. O tom, jak vypadala zdejší krajina, se vedou diskuse. Dříve se předpokládalo, že v průběhu glaciálů zde převažovalo životní prostředí obdobné dnešní sibiřské bezlesé tundře s chudou mrazuvzdornou vegetací. Tento předpoklad však dostává trhliny na základě pylových analýz a dalších výzkumů. Minimálně během posledního glaciálu vypadala zdejší krajina mnohem pestřeji. Předpokládá se, že zde zůstávala útočiště (refugia) s teplomilnější flórou, zejména s některými druhy dřevin. Pylové diagramy naznačují, že česká krajina se minimálně během posledního glaciálu vyznačovala mimořádnou diverzitou různých stanovišť od otevřenější krajiny až k lesu podobnému sibiřské tajze. Analogie s dnes existujícími severskými biotopy většinou selhává, jelikož obdobnou krajinu v současnosti na Zemi nelze nalézt.
Co se týče klimatických podmínek, v době toho největšího zalednění mohlo počasí v česku připomínat to, které se dnes vyskytuje například na Ellesmerově ostrově, nejsevernějším z ostrovů v kanadské oblasti Nunavut. Tedy velmi dlouhé, ledové zimy s teplotami klesajícími běžně i pod minus 40 stupňů. Po kterých následovalo kratičké, maximálně dva měsíce trvající léto, jenž by se na dnešní poměry dalo přirovnat k období na přelomu března a dubna. Jen s podstatně sušším charakterem počasí a teplotami dosahujícímu maximálně hodnot okolo dvaceti stupňů.

### Důsledky glaciálů pro českou krajinu

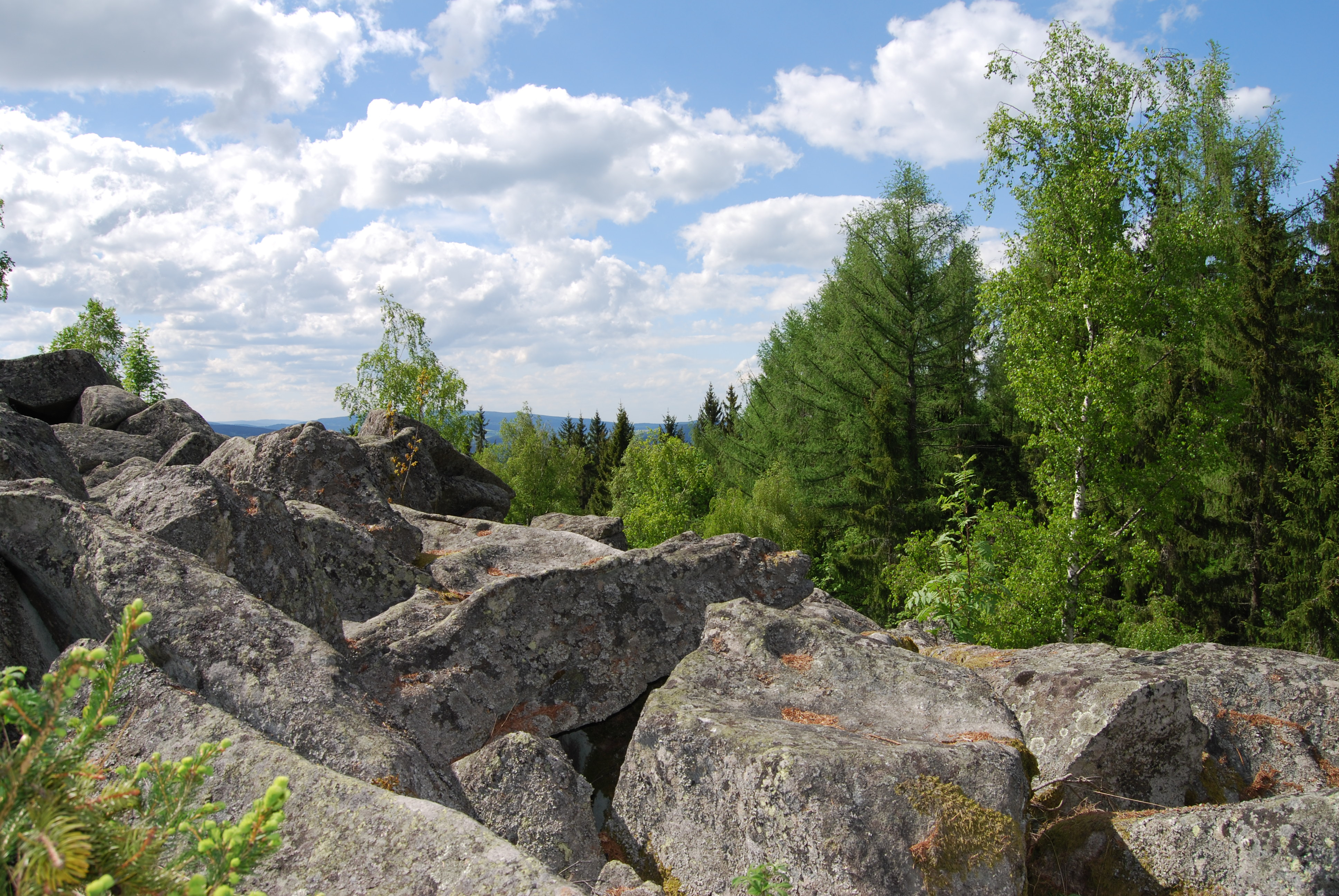
Žulové kamenné moře na Mařském vrchu

Střídání chladnějších, teplejších, sušších a vlhčích období výrazně ovlivnilo tvář české krajiny. V údolích řek se vytvořily soustavy tzv. říčních teras, které vznikají při přechodu ze studenějšího do teplejšího období glaciálního cyklu, kdy řeka přechází mezi vodním režimem divočící a meandrující řeky. Vznikala též mocná souvrství navátých hornin – spraší. Dodnes jsou patrné stopy mrazového zvětrávání, při němž vznikají kamenná moře a suťová pole. Jiným důležitým procesem, který byl koncem glaciálu velmi aktivní, je půdotok neboli soliflukce. Při půdotoku dochází k pomalému tečení rozbředlé půdy po zmrzlém podloží, a to i při poměrně malém sklonu. Koncem glaciálu se rovněž zvýrazňují asymetrická údolí – mnoho českých údolí má strmý východní svah a pozvolný západní svah. To je způsobeno tím, že slunce již od rána rozehřívá východní svah, který se trhá a sjíždí do údolí. Naopak západní svah je dopoledne stíněný a odpolední slunce nemá vždycky sílu rozehřát promrzlou stráň, která zůstává stát jako strmý či skalnatý stupeň. Později jsou oba svahy pokryty lesem, který konzervuje tvary vzniklé právě koncem glaciálu.
V důsledku nižšího pokryvu vegetací v průběhu glaciálu dochází v některých oblastech k odkrytí skalního podkladu a následující mrazové erozi. Po oteplení nastávají vhodné podmínky k rozšíření rostlin náročnějších na živiny. Máme doklady o rychlém rozšíření na živiny náročného smrku po konci posledního glaciálu, který však na většině lokalit brzy vymíral a byl nahrazen nenáročnějšími dřevinami, zejména bukem.

### Glaciální relikty

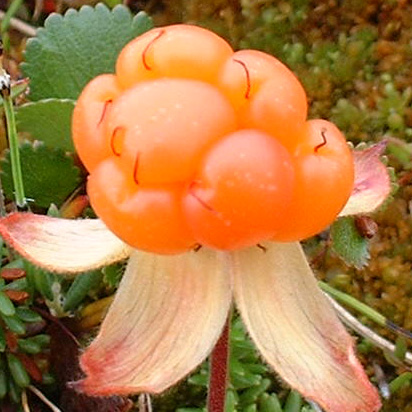
Ostružiník moruška – glaciální relikt vyskytující se v Krkonoších

Relikty jsou druhy živočichů a rostlin, které jsou v dnešní přírodě živými svědky dob dávno minulých. Nejpočetnější skupinou reliktů jsou glaciální relikty – chladnomilné druhy, které po skončení ledové periody přežívají v horách či na jiných místech připomínajících již vymizelé biotopy, například na rašeliništích a slatinách. Všechny glaciální relikty ovšem nemusí být severského původu, jsou to někdy i původně středoevropské horské druhy, které se v glaciálech přesunuly do nižších poloh a po oteplení se vracely zpět do hor. Některé příklady glaciálních reliktů jsou dost známé, z rostlin například ostružiník moruška, bříza zakrslá či všivec krkonošský; k méně známým patří lepnice alpínská, kohátka nízká, šídlatka jezerní či zřejmě vymizelý zimozel severní. Z živočichů je to například ploštěnka horská, hronatka jezerní, plachetnatka rohatá, vrkoč severní, kulík hnědý a myšivka horská. Obecně se nalézá více reliktů – nejen glaciálních – mezi rostlinnými než pohyblivými organismy.